# قلعة لاي بيد
قلعة لاي بيد هي قرية في مقاطعة لنجان، إيران. يقدر عدد سكانها بـ 673 نسمة بحسب إحصاء 2016.